# Александре Цулукідзе
Алекса́ндре Григо́рович Цулукі́дзе (груз. ალექსანდრე წულუკიძე; 1 листопада (13 листопада) 1876, Хоні — 8 червня (21 червня) 1905, Кутаїсі, поховано в Хоні) — грузинський революціонер-більшовик, публіцист.

## Біографія
Народився у дворянській сім'ї.
1896 вступив у кутаїську соціал-демократичну групу, вів революційну роботу в Тбілісі, Баку.
1897—1899 — вільний слухач юридичного факультету Московського університету.
1899 повернувся на Кавказ, вів партійну роботу в Тбілісі.
1900—1903 — на партійній роботі в Батумі та Кутаїсі.
1903 — один з організаторів Кавказького союзного комітету РСДРП.
Після другого з'їзду РСРДП — більшовик.
У літературно-публіцистичних статтях обґрунтовував активну суспільно-виховну роль літератури.
Помер від туберкульозу.
1936 його іменем названо місто Хоні (1989 повернуто попередню назву).